# Gare de Santurtzi
La gare de Santurtzi est le nom d'une gare de la ligne C-1 du réseau de Renfe Cercanías Bilbao.
La gare, renouvelée grâce au plan de l'association Bilbao Ria 2000 a été inaugurée le 7 octobre 2002, et est la tête de ligne C-1 (Santurtzi - Bilbao-Abando), parcourant la rive gauche de la ria de Bilbao.

## Informations
Pour sa part, l'espace qu'occupait l'ancienne gare de la Renfe à Santurtzi est actuellement utilisé comme parking, bien que celui-ci disparaisse afin de pouvoir étendre le parc central. En outre, avec le parking on a construit un réservoir d'eau d'orages d'une capacité de stockage de 12 000 m3, grâce auquel le parc central ne sera pas inondé, et deux petits bâtiments reliés par une pergola. L'un d'eux abritera l'Office d'information de la jeunesse, et l'autre hébergera les machines du réservoir d'orages.
La gare est située près de la gare centrale d'autobus de Santurtzi, Parque/Parkea.
| Provenance/Destination | <             | Ligne | >      | Provenance/Destination |
| ---------------------- | ------------- | ----- | ------ | ---------------------- |
| Tête de ligne          | Tête de ligne |       | Peñota | Bilbao-Abando          |

## Autres gares de la ville
On trouve également à Santurtzi la gare de Renfe Cercanías suivante:
Peñota 

## Liaisons
- Bizkaibus:

| Provenance/Destination           | Ligne | Provenance/Destination |
| -------------------------------- | ----- | ---------------------- |
| UPV                              | 2315  | Santurtzi              |
| Bilbao                           | 3115  | Santurtzi              |
| Lutxana - Cruces                 | 3129  | Santurtzi              |
| Sestao                           | 3135  | Kabiezes               |
| Max Center (Kareaga) - Barakaldo | 3142  | Santurtzi              |
|                                  | 3321  |                        |
|                                  | 3332  |                        |
|                                  | 3333  |                        |
|                                  | 3334  |                        |
|                                  | 3335  |                        |

## Voir également
- Renfe Cercanías Bilbao
- Station de Santurtzi (Metro de Bilbao)
- Métro de Bilbao
- Bizkaibus